# Isla Geruma
La Isla Geruma (en japonés: 慶留間島 Gerumajima, okinawense: ギルマ Giruma) es una isla en el Océano Pacífico que es parte del grupo de islas Kerama en el distrito de Shimajiri de la Prefectura de Okinawa, en el sur del país asiático de Japón. Posee una superficie estimada en 1,15 kilómetros cuadrados, una elevación máxima de 157 metros, y un litoral que mide 4,9 kilómetros.